# Calliteara paktia
Calliteara paktia är en fjärilsart som beskrevs av Ebert 1968. Calliteara paktia ingår i släktet harfotsspinnare, och familjen tofsspinnare. Inga underarter finns listade i Catalogue of Life.